# Эстония на летних Олимпийских играх 1996
Эстония принимала участие в Летних Олимпийских играх 1996 года в Атланте (США) во второй раз за свою историю, но не завоевала ни одной медали. Сборную страны представляли 43 участника, из которых 8 женщин.

## Результаты соревнований

### Академическая гребля
В следующий раунд из каждого заезда проходили несколько лучших экипажей (в зависимости от дисциплины). В финал A выходили 6 сильнейших экипажей, остальные разыгрывали места в утешительных финалах B-D.
Мужчины
| Соревнование | Спортсмены | Предварительный заезд | Предварительный заезд | Предварительный заезд | Отборочный заезд | Отборочный заезд | Отборочный заезд | Полуфинал     | Полуфинал     | Полуфинал     | Финал   | Финал   | Итоговое место |
| Соревнование | Спортсмены | Заезд                 | Время                 | Место                 | Заезд            | Время            | Место            | Заезд         | Время         | Место         | Время   | Место   | Итоговое место |
| ------------ | ---------- | --------------------- | --------------------- | --------------------- | ---------------- | ---------------- | ---------------- | ------------- | ------------- | ------------- | ------- | ------- | -------------- |
| одиночки     | Юри Яансон | 3                     | 8:10,01               | 5                     | 4                | 8:15,25          | 4                | Полуфинал C/D | Полуфинал C/D | Полуфинал C/D | Финал C | Финал C | 18             |
| одиночки     | Юри Яансон | 3                     | 8:10,01               | 5                     | 4                | 8:15,25          | 4                | 1             | 7:28,89       | 3 QC          | 8:33,53 | 6       | 18             |

### Велоспорт

#### Шоссейный велоспорт
Мужчины
| Соревнование    | Спортсмен        | Время     | Место | Отставание |
| --------------- | ---------------- | --------- | ----- | ---------- |
| групповая гонка | Яан Кирсипуу     | 4 56' 54" | 24    | +2' 48"    |
| групповая гонка | Лаури Аус        | 4 56' 55" | 36    | +2' 49"    |
| групповая гонка | Андрес Лаук      | 4 56' 56" | 49    | +2' 50"    |
| групповая гонка | Райдо Коданипорк | 4 57' 02" | 96    | +2' 56"    |
| групповая гонка | Лаури Ресик      | DNF       | DNF   | DNF        |

#### Трековый велоспорт
Женщины
| Соревнование | Спортсмен     | Квалификация   | Квалификация | 1/8 финала              | 1/8 утешительная        | Четвертьфинал           | за 5—8 места                                | Полуфинал               | Финал                   | Место |
| Соревнование | Спортсмен     | Время Скорость | Место        | Соперник Время Скорость | Соперник Время Скорость | Соперник Время Скорость | Соперник Время Скорость                     | Соперник Время Скорость | Соперник Время Скорость | Место |
| ------------ | ------------- | -------------- | ------------ | ----------------------- | ----------------------- | ----------------------- | ------------------------------------------- | ----------------------- | ----------------------- | ----- |
| спринт       | Эрика Салумяэ | 11.566         | 9            | NEDИнгрид L 12.164      | USAПараскевин W 12.018  | FRAБалланже L 11.831    | RUSГришина CHNВан Янь CANДубникофф L 12.416 | Завершила выступление   | Завершила выступление   | 6     |

#### Маунтинбайк
Мужчины
| Соревнование | Спортсмен         | Время | Место | Отставание |
| ------------ | ----------------- | ----- | ----- | ---------- |
| кросс-кантри | Альгес Маасикметс | DNF   | DNF   | DNF        |

### Стрельба
Спортсменов — 1
| Соревнование | Спортсмен     | Квалификация | Квалификация | Финал     | Финал     | Всего | Всего |
| Соревнование | Спортсмен     | Очки         | Место        | Очки      | Место     | Очки  | Место |
| ------------ | ------------- | ------------ | ------------ | --------- | --------- | ----- | ----- |
| Скит         | Андрей Инешин | 121          | 7            | Не прошёл | Не прошёл | 121   | 7     |

### Фехтование
Мужчины
| Соревнование         | Спортсмены                             | 1/32 финала        | 1/16 финала                       | 1/8 финала                    | Четвертьфиналы        | Полуфиналы           | Финал матч за 3-е место | Место |
| Соревнование         | Спортсмены                             | Соперник Результат | Соперник Результат                | Соперник Результат            | Соперник Результат    | Соперник Результат   | Соперник Результат      | Место |
| -------------------- | -------------------------------------- | ------------------ | --------------------------------- | ----------------------------- | --------------------- | -------------------- | ----------------------- | ----- |
| Индивидуальная шпага | Андрус Каяк                            | Не участвовал      | Кристиан Кульчар (HUN) поб. 15:14 | Сандро Куомо (ITA) пор. 14:15 | Завершил выступление  | Завершил выступление | Завершил выступление    | 15    |
| Командная шпага      | Кайдо Кааберма Андрус Каяк Меэлис Лойт |                    |                                   | Не участвовали                | Германия · пор. 39:45 | За 5-8-е места       | За 5-8-е места          | 5     |
| Командная шпага      | Кайдо Кааберма Андрус Каяк Меэлис Лойт | США · поб. 45:44   | Венгрия · поб. 45:34              | Не участвовали                | Германия · пор. 39:45 |                      |                         | 5     |